# Michael Pezzetta
Michael Pezzetta (né le 13 mars 1998 à Toronto, dans la province de l'Ontario au Canada) est un joueur professionnel canadien de hockey sur glace.

## Biographie

### Carrière junior
En 2014, il commence sa carrière avec les Wolves de Sudbury dans la Ligue de hockey de l'Ontario. Il est choisi au cours du repêchage d'entrée 2016 de la Ligue nationale de hockey par les Canadiens de Montréal au 6e tour, en 160e position.

### Carrière professionnelle
Il passe professionnel avec le Rocket de Laval dans la Ligue américaine de hockey en 2018. Michael Pezzetta est rappelé par les Canadiens de Montréal en novembre 2021, à la suite de nombreuses blessures au sein de l'équipe.
Laissé de côté plus souvent qu’à son tour au cours de l’année 2024-2025, il est même à l'écart pendant 28 matchs consécutifs par les Canadiens de Montréal. Pezzetta dira avoir vécu la séquence la plus éprouvante de sa carrière.

## Statistiques
| Saison     | Équipe                | Ligue      |     | Saison régulière | Saison régulière | Saison régulière | Saison régulière | Saison régulière |   | Séries éliminatoires | Séries éliminatoires | Séries éliminatoires | Séries éliminatoires | Séries éliminatoires |
| Saison     | Équipe                | Ligue      | PJ  | B                | A                | Pts              | Pun              | PJ               | B | A                    | Pts                  | Pun                  |                      |                      |
| 2014-2015  | Wolves de Sudbury     | LHO        | 61  | 5                | 7                | 12               | 56               | -                | - | -                    | -                    | -                    |                      |                      |
| 2015-2016  | Wolves de Sudbury     | LHO        | 64  | 10               | 18               | 28               | 98               | -                | - | -                    | -                    | -                    |                      |                      |
| 2016-2017  | Wolves de Sudbury     | LHO        | 54  | 10               | 9                | 19               | 88               | 5                | 2 | 0                    | 2                    | 17                   |                      |                      |
| 2017-2018  | Wolves de Sudbury     | LHO        | 35  | 15               | 16               | 31               | 53               | -                | - | -                    | -                    | -                    |                      |                      |
| 2017-2018  | Sting de Sarnia       | LHO        | 27  | 8                | 13               | 21               | 26               | 12               | 1 | 1                    | 2                    | 15                   |                      |                      |
| 2018-2019  | Rocket de Laval       | LAH        | 55  | 6                | 4                | 10               | 77               | -                | - | -                    | -                    | -                    |                      |                      |
| 2018-2019  | Mariners du Maine     | ECHL       | 3   | 0                | 0                | 0                | 6                | -                | - | -                    | -                    | -                    |                      |                      |
| 2019-2020  | Rocket de Laval       | LAH        | 32  | 2                | 2                | 4                | 63               | -                | - | -                    | -                    | -                    |                      |                      |
| 2020-2021  | Rocket de Laval       | LAH        | 20  | 2                | 3                | 5                | 30               | -                | - | -                    | -                    | -                    |                      |                      |
| 2021-2022  | Rocket de Laval       | LAH        | 8   | 3                | 3                | 6                | 16               | -                | - | -                    | -                    | -                    |                      |                      |
| 2021-2022  | Canadiens de Montréal | LNH        | 51  | 5                | 6                | 11               | 81               | -                | - | -                    | -                    | -                    |                      |                      |
| 2022-2023  | Canadiens de Montréal | LNH        | 63  | 7                | 8                | 15               | 77               | -                | - | -                    | -                    | -                    |                      |                      |
| 2023-2024  | Canadiens de Montréal | LNH        | 61  | 3                | 9                | 12               | 59               | -                | - | -                    | -                    | -                    |                      |                      |
| 2024-2025  | Canadiens de Montréal | LNH        | 25  | 0                | 0                | 0                | 24               | -                | - | -                    | -                    | -                    |                      |                      |
| Totaux LNH | Totaux LNH            | Totaux LNH | 200 | 15               | 23               | 38               | 241              | -                | - | -                    | -                    | -                    |                      |                      |